# Estrid Bjørnsdotter
Estrid Bjørnsdotter zvaná také Estrid Byrdasvend byla norská královna, manželka Magnuse V. Norského. Jejím otcem byl Björn Byrdasvend. Za krále Magnuse se vdala okolo roku 1170. Zemřela nejspíš v roce 1176.